# جشنواره مطبوعات
جشنواره بین‌المللی مطبوعات و خبرگزاری‌ها یکی از جشنواره‌های فرهنگی در ایران است که سالانه توسط وزارت فرهنگ و ارشاد اسلامی در تهران برگزار می‌شد. هفدهمین، هجدهمین، نوزدهمین دورهٔ این جشنواره در تالار وحدت تهران برگزار شدند و بیست و سومین دورهٔ این جشنواره ۵ تا ۱۲ آبان ۱۳۹۶ در مصلای تهران برگزار شد و وزیر ارشاد اعلام کرد که این جشنواره در سال ۱۳۹۷ برگزار نمی‌شود.